# Gyllene vinkeln

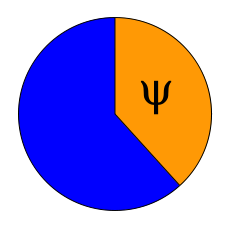
Den gyllene vinkeln är vinkeln på den mindre delen (orange) och är beroende av att de båda delarna förhåller sig enligt det gyllene snittet. Ψ≈137,5°

Den gyllene vinkeln (Ψ) är inom geometrin ett snitt ur en 360 graders cirkel, där förhållandet mellan de båda följer det gyllene snittet. Om den stora cirkelsektorn a och den mindre cirkelsektorn b divideras blir kvoten 1,618... = φ
Om a+b är omkretsen på cirkeln och den divideras med den större delen a, är det detsamma som den större delen a dividerat med den mindre delen b.
{\displaystyle {\frac {a+b}{a}}={\frac {a}{b}}.}

Den gyllene vinkeln, är bestämd av vinkeln på den mindre cirkelsektorn, och beräknas genom att dividera 360/2,618 som blir ungefär 137,508°. 
Namnet kommer från vinkelns koppling till det gyllene snittet φ; Det exakta värdet på den gyllene vinkeln är
{\displaystyle 360\left(1-{\frac {1}{\varphi }}\right)=360(2-\varphi )={\frac {360}{\varphi ^{2}}}=180(3-{\sqrt {5}}){\text{ grader}}}
eller 
{\displaystyle 2\pi \left(1-{\frac {1}{\varphi }}\right)=2\pi (2-\varphi )={\frac {2\pi }{\varphi ^{2}}}=\pi (3-{\sqrt {5}}){\text{ radianer}}}

## Härledning
Det gyllene snittet är enligt definition ovan: φ = a/b
Låt nu ƒ vara snittet av båglängden hos cirkelskivan över den totala cirkelomkretsen. Det gyllene snittet kan därför inkorporeras i formeln enligt
{\displaystyle f={\frac {b}{a+b}}={\frac {1}{1+\varphi }}.}
Men eftersom
{\displaystyle {1+\varphi }=\varphi ^{2},}
Så följer det att
{\displaystyle f={\frac {1}{\varphi ^{2}}}}
Detta är samma sak som att säga att φ 2 'antal gyllene vinklar' får plats i en cirkel.
Den fraktion av en cirkel som upptas av den gyllene vinkeln blir därmed
{\displaystyle f\approx 0.381966.\,}
Den gyllene vinkeln g kan därefter approximeras i antalet grader enligt:
{\displaystyle g\approx 360\times 0.381966\approx 137.508^{\circ },\,}
Eller i radianer:
{\displaystyle g\approx 2\pi \times 0.381966\approx 2.39996.\,}

## Gyllene vinkeln i naturen

Vinkeln mellan respektive blad i följd är satt till den hos gyllene vinkeln.

Den gyllene vinkeln spelar en viktig roll när det kommer till phyllotaxis; till exempel så är vinkeln mellan respektive utåtriktade blad hos en solros approximativt den gyllene vinkeln.